# Efulensia
Efulensia es un género de plantas con flores perteneciente a la familia de las Passifloraceae. Comprende 2 especies descritas y  aceptadas.

## Taxonomía
El género fue descrito por Charles Henry Wright y publicado en Hooker's Icones Plantarum 26: , t. 2518. 1897. La especie tipo es: Efulensia clematoides C.H.Wright	   

## Especies aceptadas
A continuación se brinda un listado de las especies del género Efulensia aceptadas hasta julio de 2014, ordenadas alfabéticamente. Para cada una se indica el nombre binomial seguido del autor, abreviado según las convenciones y usos.
- Efulensia clematoides C.H.Wright
- Efulensia montana W.J.de Wilde